# Streekeigen Producten Nederland
Streekeigen Producten Nederland (SPN) is een onafhankelijke keurmerkorganisatie die zich sinds 1999 inzet voor ondersteuning van regionale producten. De stichting verleent het keurmerk ‘Erkend Streekproduct’ als aan een aantal voorwaarden voldaan is: product, grondstoffen en verwerking zijn streekgebonden, de productie is duurzaam en er wordt zorg besteed aan behoud en beheer van karakteristieke en streekeigen natuur- en landschapswaarden. Enkele voorbeelden van erkende streekproducten zijn kaas, jam, bier, mosterd en vlees.
Controle op naleving van de voorwaarden wordt uitgevoerd door Skal.